# Umejero
Umejero is een bestuurslaag in het regentschap Buleleng van de provincie Bali, Indonesië. Umejero telt 2899 inwoners (volkstelling 2010).